# Csányi Dávid
Csányi Dávid (Budapest, 1986. –) magyar színművész. Csányi Sándor színművész unokaöccse.

## Életpályája
A budapesti Madách Imre Gimnáziumban érettségizett. 2004-2006 között a Bárka Színházban szerepelt már. 2008-ban diplomázott a Kaposvári Egyetem színész szakán. 2008-tól szabadúszó, játszott több fővárosi és vidéki színházban is. 2016-ban drámapedagógusi végzettséget is szerzett, valamint roma mentorként is tevékenykedik. Rendszeresen szinkronizál.

## Színházi szerepeiből
- Alekszandr Szergejevics Puskin: R&L, avagy a mágusok birodalma... Csernomor
- Mihail Afanaszjevics Bulgakov: Bíborsziget... Vaszilij Dimogackij alias Verne Gyula (Kuku-Riku)
- Federico García Lorca: Vérnász... Vőfély
- Arthur Miller: Istenítélet... Tanító
- Eugène Labiche: Gyilkosság a Maxime utcában... Justin
- Jean Genet: Négerek... Futó Falu
- Sergi Belbel: A vér... Férfi és Fiatal férfi
- Robert Jelinek: Európai történet... Miklós (fiatalabb testvér)
- Max Frisch: Játék az életrajzzal... Káplár; Lelkész
- Ödön von Horváth: Kasimir és Karoline... Schürzinger
- Molnár Ferenc: A Pál utcai fiúk... Csónakos
- Szép Ernő: Fiú, leány... Dobos
- Szerb Antal: Utas és holdvilág... Narrátor
- Urbán Gyula: Minden egér szereti a sajtot... Zakariás
- Urbán Gyula: Sampucli az irigy perselymalac avagy az árva nagyanyó... Gyogyó Majom
- Békés Pál: A félőlény... Porhany
- Lázár Ervin: A négyszögletű kerek erdő... Nagy Zoárd (lépkedő fenyőfa)
- Kárpáti Péter: Országalma... Csulánó
- Michael Ende: Momo... Berkenye ügynök; Jamba
- Karnauhova–Brauszevics: Mese a bíborszínű virágról... Iván

## Filmes és televíziós szerepei
- Most vagy soha! (2024)
- Drága örökösök – A visszatérés (2022–)
- A Nagy Fehér Főnök (2022–2023)
- Hotel Margaret (2022)
- Keresztanyu (2022)
- Jófiúk (2019)
- Drága örökösök (2019–2020)
- Váltságdíj (2019)
- Brazilok (2017)
- Veszettek (2015)
- Szőke kóla (2005)
- Rap, revü, Rómeó (2004)